# موز روشن
موز روشن (نام علمی:Musa splendida) نام یک گونه از سرده موز است که متعلق به تیره میوزیشی می‌باشد.